# Exocentrus decellei
Exocentrus decellei là một loài bọ cánh cứng trong họ Cerambycidae.